# Serie 599 de Renfe
La Serie 599 de Renfe o TDMD (Tren Diésel de Media Distancia) es una familia de automotores regionales diésel dedicados a cubrir líneas de Media Distancia de Renfe Operadora.
Fueron fabricados por la empresa española CAF. Alcanzan una velocidad de 160 km/h y junto a su variante eléctrica, la 449, realizan los servicios regionales de mayor gama, denominados MD, así como también servicios de Intercity en líneas no electrificadas.

## Historia
En el año 2005 Renfe Operadora inició el proceso de adquisición de una nueva serie de automotores diésel destinados a sustituir a los de las serie 592, 593,
594 y 596. La compra se realizó mediante concurso, en el que se recibieron varias ofertas. En julio del 2006 Renfe adjudica a la empresa CAF la construcción de la serie de 50 nuevos automotores. El contrato de compra se firmó en septiembre del mismo año. Su importe por la serie completa fue de 264.1 millones de euros, lo que supone, en euros de 2001, un coste de 5.36 millones de euros por unidad construida y de 28.670 euros por plaza.
La nueva serie recibió la numeración oficial de serie 599. En origen las caracteristas requeridas eran muy parecidas a la de la última serie que Renfe había adquirido a CAF, la serie 598. CAF no presentó para la serie una nueva versión de la anterior, sino que hizo del 599 un proyecto completo. Poco después de la adquisición de la serie se adquirió una segunda similar a la 599, la 449, pero compuesta de automotores eléctricos.
La primera unidad se finalizó en octubre de 2008, y la serie entró por primera vez en servicio comercial en el verano de 2009 en la línea Salamanca-Madrid. Posteriormente su uso se fue extendiendo a numerosas líneas de Media Distancia.

## Características

### Composición

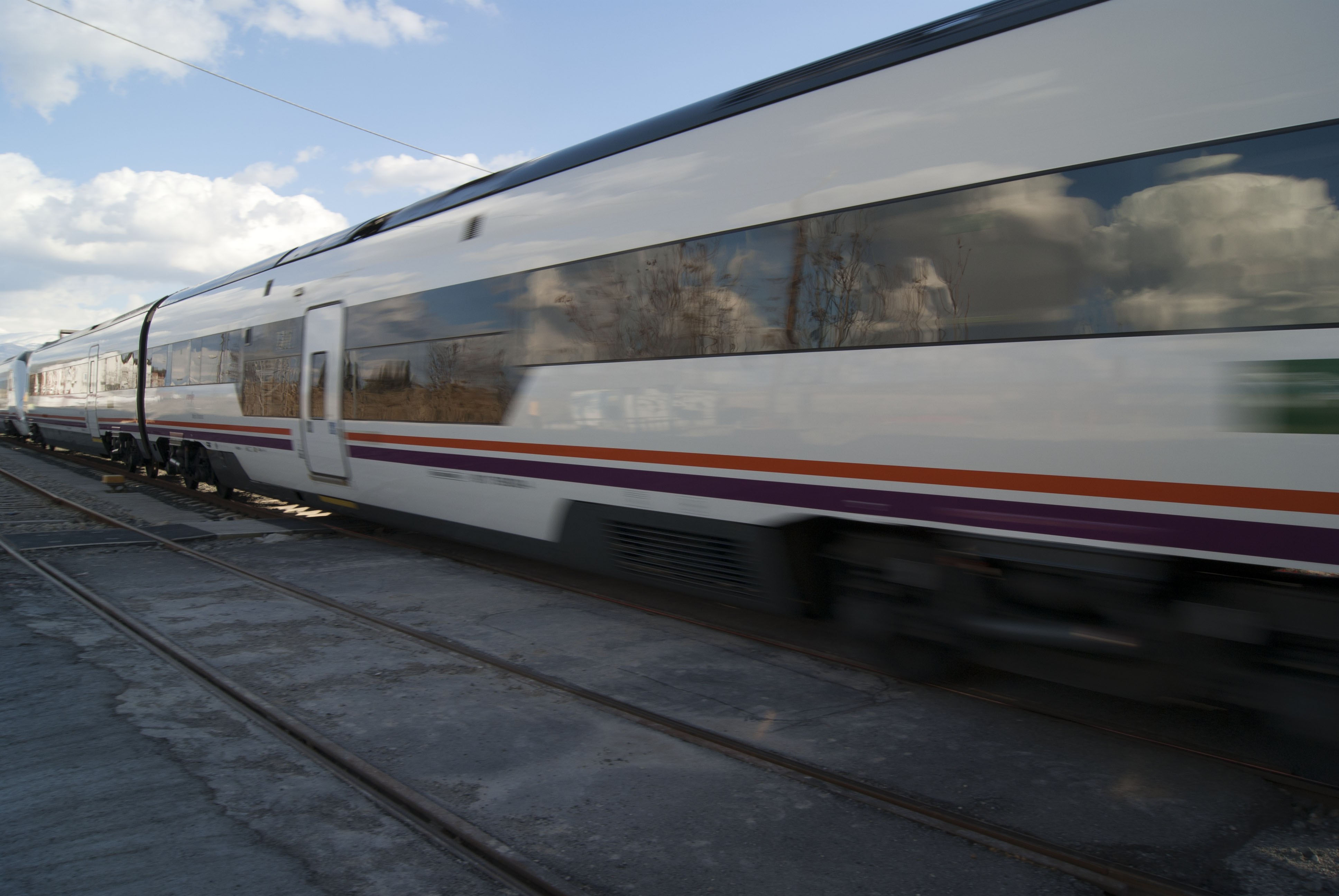
Puerta intermedia característica adaptada a personas de movilidad reducida.

Cada tren se compone de tres coches, dos extremos motores muy similares entre sí y un remolque intermedio. Cada extremo dispone de dos motores, uno en cada boje, que accionan el eje interior. Los cuatro motores dedicados a la tracción son diésel, modelo MAN D2876 LUE 623, con una potencia nominal de 382 kW, lo que supone un total de 1.528 kW. La transmisión es hidráulica. El peso aproximado del tren ronda las 160 toneladas, lo que significa que la potencia disponible por tonelada es de 9,5 kW por tonelada, muy superior a la de otros trenes regionales.
El aspecto del remolque intermedio destaca debido a que es uno de los primeros trenes adaptados a las nuevas normativas de accesibilidad, por lo que dispone de una zona de nivel bajo a la que pueden acceder las personas de movilidad reducida sin necesidad de ayuda externa. Debido a esta disposición, los dos grupos motor-alternador que producen la energía auxiliar se encuentran instalados en el techo de este coche. La potencia de generación de estos grupos está entre los 180–190 kW. En servicio normal funciona un único generador, manteniéndose el gemelo en reserva.
El 599 inicialmente se fabrica para circular por ancho ibérico. No obstante, está previsto que pueda en un futuro circular por vías de ancho internacional, por lo que dispone de los espacios y huecos necesarios tanto en el interior de la caja como bajo ella para incorporar los bogies necesarios. Esta necesidad de espacio impide dotar a la serie 599 de prestaciones de las que disponen otros trenes de CAF, como el sistema de cambio de ancho BRAVA o el de basculación SIBI.
Esta preparación hace que todos los elementos estructurales del tren estén pensados para soportar la circulación y el cruce con trenes de alta velocidad. Así por ejemplo, el cristal frontal debe superar una prueba de lanzamiento de un proyectil a una velocidad que supera los 350 km/h o las puertas laterales de la entrada y salida de viajeros que están fabricados de una sola hoja y de doble filo para soportar los cruces a alta velocidad.

### Distribución
La distribución interior de un tren es la adaptada para servicios regionales. Existe una única clase, con asientos tapizados, reclinables y no orientables. Cada asiento dispone de bandeja, perchero y una toma de corriente estándar. La distribución de asientos es de pasillo central, con filas de 2+2 asientos orientados cada mitad en un sentido. Algunas filas disponen de asientos enfrentados, entre los cuales existe una mesa, mientras que otras comparten orientación con las contiguas.
Cada coche dispone de un servicio y maletero. En el coche intermedio se encuentra la zona dedicada a personas de movilidad reducida, que dispone de un baño adaptado a personas que viajan en silla de ruedas y de máquina de autoventa de bebidas y aperitivos. También existe una zona para bicicletas que dispone de 3 plazas.
A diferencia de series anteriores de CAF, las puertas de acceso al tren son de una única hoja con junta hinchable para soportar cruces con trenes de alta velocidad, teniendo un paso libre de 1.2 metros para permitir el acceso fácil de cualquier persona con equipaje. Sólo existe una puerta por lado por coche, cerca de la mitad, dividiendo cada coche en dos salas para viajeros. El paso entre coche y coche, con puertas automatizadas, es sencillo.
Las pantallas interiores muestran el destino, las próximas paradas y la velocidad a la que se circula. Tienen la capacidad de mostrar campañas promocionales de la compañía ferroviaria. Las exteriores muestran el destino y el número de coche, y en caso de circular varias unidades acopladas, tienen la capacidad de mostrar números de coche distintos para cada unidad.

### Sistemas

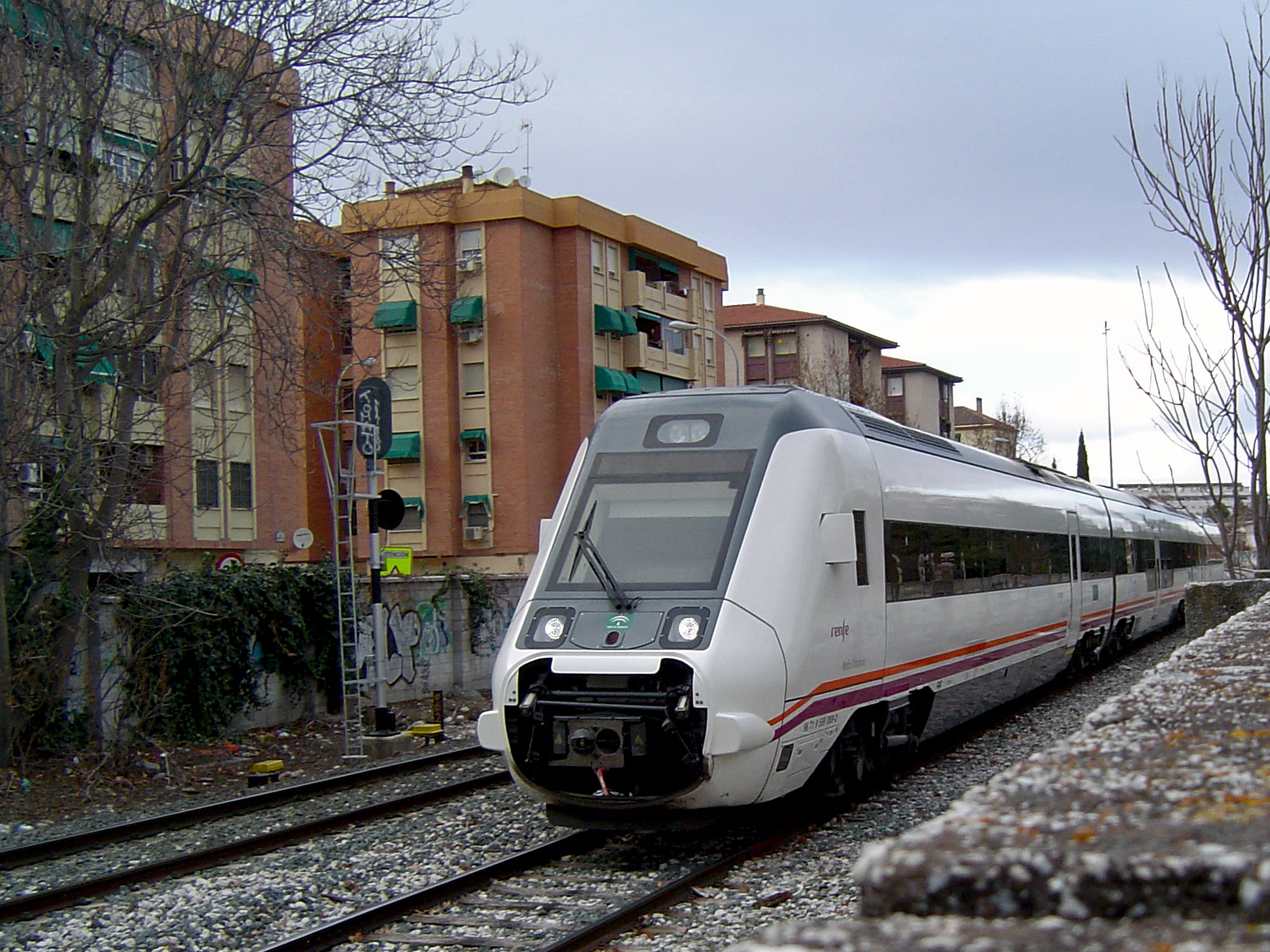
Unidad con el acople Scharfenberg descubierto y los retrovisores desplegados.

El control del tren se realiza por una red TCN controlada por el sistema Cosmos de CAF. Esto hace que todo los circuitos y conexiones entre equipos sean distintos a los de la serie 598, permitiéndose que se implementen algunas funciones que hasta ahora no se habían realizado en ningún tren diésel de Renfe, como son la desaparición en el regulador de los clásicos puntos de freno y de tracción.
Otra novedad que presenta el tren es que lleva instalado un sistema de protección anti-incendios bastante completo. No solo dispone de sistemas de detección en los motores y en el interior de la caja, sino que dispone de extintores que actúan automáticamente o pueden ser accionados por el maquinista para apagar cualquier incendio que se produzca en los motores.
En cada extremo el tren dispone de acoples Scharfenberg estándar que le permiten conectarse con otras unidades. No es posible acoplarse con unidades de las series anteriores 598 y 594, ya que en esas series la altura del acople no es la estándar en Renfe.

## Servicios
Este tren realiza servicios denominados MD, así como algunos servicios Intercity.
En la actualidad se realizan con este modelo, entre otros, los servicios de Madrid a Salamanca, de Madrid a Soria y de Madrid a Extremadura. También de Zaragoza y Huesca a Valencia vía Teruel, así como de Antequera a Algeciras.
También realizan servicios de Media Distancia entre Valencia, Alicante, Murcia y Cartagena; servicios Regionales entre La Coruña, Santiago de Compostela, Villagarcía de Arosa, Pontevedra y Vigo por la vía clásica sin electrificar y alguno de La Coruña a Ferrol; servicios de Media Distancia entre Málaga y Sevilla y un servicio diario y por sentido entre Madrid y Sevilla vía Cáceres, Mérida y Zafra; así como la relación Media Distancia Madrid, Cáceres, Mérida y Badajoz; servicio Media Distancia entre Alcázar de San Juan y Badajoz vía Ciudad Real y Puertollano. También han hecho alguna vez la línea de Regional entre Zaragoza, Huesca y Canfranc.Realiza también el servicio de Media Distancia entre Granada y Almería; y por último, la línea de Media Distancia entre Málaga, Bobadilla, Ronda y Algeciras y en verano suele hacer un servicio Intercity entre Madrid y Águilas vía Alcázar de San Juan, Chinchilla y Murcia.